# Arco de Baúlhe e Vila Nune
Arco de Baúlhe e Vila Nune (llamada oficialmente União das Freguesias de Arco de Baúlhe e Vila Nune) es una freguesia portuguesa del municipio de Cabeceiras de Basto, distrito de Braga.

## Historia
Fue creada el 28 de enero de 2013 en aplicación de una resolución de la Asamblea de la República de Portugal promulgada el 16 de enero de 2013 con la unión de las freguesias de Arco de Baúlhe y Vila Nune, pasando su sede a estar situada en la antigua freguesia de Arco de Baúlhe.

## Demografía
| Gráfica de evolución demográfica de Arco de Baúlhe e Vila Nune entre 2011 y 2021 |
|                                                                                  |
| Datos según el nomenclátor publicado por el INE portugués.                       |